# Ивонина, Екатерина Михайловна
Екатерина Михайловна Ивонина (род. 14 июня 1994 года) — российская легкоатлетка, специализирующаяся на стипль-чезе.

## Карьера

### Горный бег
Двукратная победительница кубка мира по горному бегу среди девушек, серебряный призёр Кубка Мира по горному бегу 2010 (Италия), серебряный призёр Кубка Мира по горному бегу 2011 (Словения), участница Первенства Мира и Европы по горному бегу среди юниоров 2011, серебряный призёр Первенства России зима 2012 (Волгоград), победитель молодёжного чемпионата Европы 2013 года, многократная победительница Первенства России по горному бегу.

### Бег с препятствиями
Серебряный призёр первенства России среди юниоров 2013 года в беге на 3000 метров с препятствиями.
Победитель командного чемпионата России 2015 года. На чемпионате Европы среди молодёжи была седьмой. На командном чемпионате Европы показала 11-й результат.
В 2016 году Екатерина Ивонина выиграла Первенство России среди молодёжи в помещении и стала победительницей Чемпионата России. 2018 год принёс Ивониной ещё две медали высшей пробы — Екатерина выиграла Кубок России и Чемпионат России, который прошёл в Казани.

## Учёба
Студентка Чайковского ГИФК.